# 伯爵戰爭
伯爵戰爭（丹麥語：Grevens Fejde）是1534年至1536年間在丹麥肆虐的一場王位繼承戰爭，並引發丹麥的宗教改革。在國際背景下，這是歐洲宗教戰爭的一部分。伯爵戰爭的得名於新教徒奧爾登堡伯爵克里斯托弗，他支持1523年被廢黜的天主教國王克里斯蒂安二世，反對新教國王克里斯蒂安三世的繼承王位。克里斯蒂安三世是一位堅定的新教徒，於1528年已經將路德宗作為石勒蘇益格和荷爾斯泰因的宗教。

## 背景

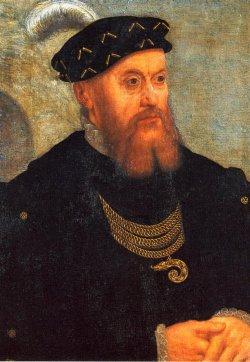
國王克里斯蒂安三世

1533年弗雷德里克一世去世後，日德蘭貴族宣布他的兒子、當時的戈托普公爵克里斯蒂安為國王，名為克里斯蒂安三世。與此同時，奧爾登堡伯爵克里斯托弗組織一場反對新國王的起義，要求釋放前國王克里斯蒂安二世。在呂貝克自由市以及奧爾登堡伯國和梅克倫堡軍隊的支持下，西蘭島和斯科訥的部分貴族以及哥本哈根和馬爾默等城市一起加入。暴力事件本身開始於1534年，當時曾為克里斯蒂安二世服務的私掠船船長史基柏·克萊門特（被稱為“克萊門特船長”）應克里斯托弗伯爵的要求，煽動文德西塞爾和北日德蘭郡的農民起義反抗貴族。起義的總部設在奧爾堡。日德蘭半島北部和西部大量莊園被燒毀。1534年8月10日，克里斯托弗伯爵接受克里斯蒂安二世對斯科訥的統治。一個月前，克里斯托弗於被靈斯泰茲的西蘭島議會任命為克里斯蒂安二世的攝政王。

## 斯文斯特魯普和奧爾堡之戰

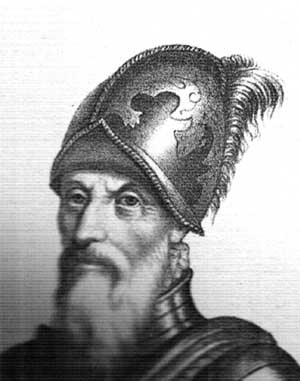
約翰·朗索

1534年10月16日，尼爾斯·布洛克（Niels Brock）和霍爾格·羅森克蘭茨（Holger Rosenkrantz）領導的貴族軍隊在斯文斯特魯普戰役（Battle of Svenstrup）中被擊敗。同時，克里斯蒂安三世強行與呂貝克締結和約，從而可以抽出大量援軍來對抗叛亂分子。在約翰·朗索的領導下，皇家軍隊一路追擊農民直到奧爾堡，後者在克萊門特船長的領導下躲到城市的防禦工事後面。
12月18日，朗索的軍隊襲擊這座城市，並將其攻陷。據信至少有2,000人在城市的襲擊和接下來幾天的掠奪中喪生。身受重傷的克萊門特船長設法逃脫，但幾天後被奧爾堡東部斯托沃德的一名農民認出，並移交給朗索。 克萊門特船長後來被維堡司法委員會判處死刑，並於1536年被處決。

## 赫爾辛堡與歐登西之戰
對於天主教信仰的起義支持者和瑞典前線的農民來說，命運並不好。瑞典國王古斯塔夫·瓦薩派出一支瑞典軍隊援助克里斯蒂安三世，克里斯蒂安三世入侵斯科訥的洛斯胡特，在向瓦鎮推進的過程中，在整個貢格地區進行掠奪、焚燒和謀殺。後來，瑞典軍隊入侵哈蘭，哈蘭被火與劍所摧毀。一些斯堪尼地區的貴族站在瑞典軍的一邊，但赫爾辛堡的泰格·克拉布支持克里斯托弗伯爵。1535年1月，瑞典人和貴族軍隊向赫爾辛堡挺進。由約爾根·科克(Jørgen Kock) 領導的呂貝克和馬爾默居民組成的軍隊在城堡外盤踞，在決定性的時刻，泰格·克拉布突然用城堡的大砲向守軍開火，隨後他向瑞典打開城堡，瑞典人將赫爾辛堡放火燒毀，整個城鎮化為灰燼。至此，克里斯托弗伯爵就失去松德海峽以東的丹麥國土。
奧爾堡勝利後，朗索率領部隊前往菲英島，並於1535年6月11日進行歐登西戰役，克里斯托弗伯爵的其餘軍隊被徹底擊敗。然而，哥本哈根和馬爾默都堅持到1536年，在幾個月的圍困後被迫投降。至此，伯爵之戰正式結束。

## 結果
內戰結束後，貴族們重新團結起來，並以通常的方式彌合裂痕，即透過通婚。當時斯科訥的丹麥貴族中最有權勢的人之一是比勒家族，他們與丹麥八位天主教主教中的七位有血緣關係。比勒家族在王國議會中還有六名家族成員，並在丹麥和挪威擁有城堡。為了保持家族的強大地位，儘管克勞斯·比勒（因斯德哥爾摩大屠殺而聞名，古斯塔夫·瓦薩的遠房表弟）信奉天主教，但仍通過與布拉赫家族婚姻結成政治聯盟來保護家族。此時丹麥貴族中另一個強大的斯堪尼家族。布拉赫家族是最早皈依路德宗的貴族之一。克勞斯·比勒將18歲的女兒貝阿特（Beate）嫁給奧特·布拉赫（Otte Brahe），並因此於1546年成為當時最著名的斯堪尼天文學家第谷·布拉赫（Tyge Brahe）（更廣為人知的名字是第谷·布拉赫(Tycho Brahe)）的外祖父。布拉赫以祖父（斯科訥東部托斯特魯普的第谷·布拉赫）的名字命名，托斯特魯普的第谷·布拉赫於1523年9月7日在圍攻馬爾默期間為弗雷德里克一世而戰時陣亡。其兄弟阿克塞爾·布拉赫斯長期是堪尼總督，並且是最早皈依路德宗的貴族之一。
相較之下，農民起義的後果讓各方都付出了慘痛的代價。許多人被迫向國王和貴族獻上豐厚的禮物來換取自己的生命。此外，農民的不滿在伯爵之戰的起義中達到頂峰，而貴族們在這次事件之後開始更加團結在一起，這只會變得更加嚴重。此外，這場戰爭帶來的克里斯蒂安三世的統治，見證丹麥王室專制主義的興起，以及隨之而來的對農民階級的更嚴厲的鎮壓。
這場內戰的另一個後果是克里斯蒂安三世於1537年成功策劃對挪威的入侵，並將該國納入丹麥王國成為附庸國，而不是像卡爾馬聯盟那樣的平等王國。挪威的天主教神職人員主要是挪威人，被克里斯蒂安三世組織和控制的神父取代。
當時丹麥人沒有充分認識到的一個重要後果是瑞典軍隊進入斯科訥。儘管在這起事件中，瑞典人是應丹麥國王的邀請而來，幫助鎮壓叛亂的臣民，並將他們所征服的領土正式移交給國王，但這顯然激起了瑞典人為自己奪取領土的慾望。此後的一系列戰爭最終以瑞典於1658年的勝利和征服而告終。

## 戰役列表
- 斯文斯特魯普戰役 – 1534年10月16日
- 奧爾堡戰役 – 1534年12月18日
- 赫爾辛堡之戰–1535年1月12日
- 歐登西之戰 – 1535年6月11日
- 海利格爾利戰役（英语：Battle of Heiligerlee (1536)） –1536年8月5日

## 流行文化
科幻小說《時間的走廊》（The Corridors of Time）的作者是丹麥裔美國人波爾·安德森（Poul Anderson），他的作品經常包含丹麥和斯堪的納維亞歷史為主題，生動地描述伯爵戰爭之後的日德蘭半島以及被追捕的頑固派的持續鬥爭。頑固派是二十世紀的時間旅行者所看到的反叛者。

## 詳見
- 丹麥歷史
- 斯堪尼地區
- 克里斯蒂安二世
- 弗雷德里克一世
- 克里斯蒂安三世

## 其他參考書目
- Thoren, Victor E.; Christianson, John Robert. . Cambridge University Press. 1991. ISBN 0-521-35158-8.